# Hugo Charteris, XI conte di Wemyss
Hugo Richard Charteris, XI conte di Wemyss e VII conte di March (Edimburgo, 25 agosto 1857 – 12 luglio 1937) è stato un politico scozzese.

## Biografia
Era il figlio di Francis Charteris, X conte di Wemyss, e di sua moglie, Lady Anne Frederica, figlia di Thomas Anson, I conte di Lichfield.

## Carriera
Entrò in parlamento per Haddingtonshire nel 1883, ma ha perso il suo posto nelle elezioni politiche 1885. Tornò alla Camera dei comuni nell'elezioni politiche 1886 come uno dei due rappresentanti per il collegio di Ipswich, seggio che detenne fino 1895. Successe al padre nelle due contee nel 1914 e fu Lord luogotenente del Haddingtonshire (1918-1937).

## Matrimonio
Sposò, il 9 agosto 1883, Mary Constance Wyndham (3 agosto 1862-29 aprile 1937), figlia di Percy Scawen Wyndham. Ebbero sette figli:
- Hugo Francis Charteris, Lord Elcho (28 dicembre 1884-23 aprile 1916)[1], sposò Lady Violet Catherine Manners, ebbero due figli;
- Guy Lawrence Charteris (23 maggio 1886-21 settembre 1967), sposò in prime nozze Frances Lucy Tennant, ebbero quattro figli, e in seconde nozze, Violet Porter, non ebbero figli;
- Lady Cynthia Mary Evelyn Charteris (27 settembre 1887-31 marzo 1960), sposò Herbert Asquith, ebbero tre figli;
- Colin Charteris Charteris (1 giugno 1889-27 dicembre 1892);
- Lady Mary Pamela Madeline Sibell Charteris (24 ottobre 1895-?), sposò Algernon Walter Strickland, ebbero tre figli;
- Yvo Alan Charteris (6 ottobre 1896-17 ottobre 1915);
- Lady Irene Corona Charteris (31 maggio 1902-?), sposò Ivor Windsor-Clive, II conte di Plymouth, ebbero sei figli.

Secondo i pettegolezzi dell'epoca, dalla sua relazione con Lady Hermione Whilhemina Duncombe sarebbe nato un figlio, Edward FitzGerald, VII duca di Leinster.

## Morte
Morì il 12 luglio 1937, all'età 79 anni. Venne succeduto da suo nipote, David.

## Ascendenza
|                                                                 |                                |                                    | Genitori                            |  |  | Nonni |  |  | Bisnonni                                                           |  |  | Trisnonni                            |  |
|                                                                 |                                |                                    |                                     |  |  |       |  |  | Francis Wemyss-Charteris, VIII conte di Wemyss e IV conte di March |  |  | Francis Wemyss-Charteris, lord Elcho |  |
|                                                                 |                                |                                    |                                     |  |  |       |  |  | Francis Wemyss-Charteris, VIII conte di Wemyss e IV conte di March |  |  | Francis Wemyss-Charteris, lord Elcho |  |
|                                                                 |                                | Susan Tracy-Keck                   |                                     |  |  |       |  |  | Francis Wemyss-Charteris, VIII conte di Wemyss e IV conte di March |  |  |                                      |  |
| Francis Charteris, IX conte di Wemyss e V conte di March        |                                |                                    |                                     |  |  |       |  |  | Francis Wemyss-Charteris, VIII conte di Wemyss e IV conte di March |  |  |                                      |  |
|                                                                 |                                | Margaret Campbell                  | Walter Campbell                     |  |  |       |  |  |                                                                    |  |  |                                      |  |
|                                                                 |                                | Margaret Campbell                  | Walter Campbell                     |  |  |       |  |  |                                                                    |  |  |                                      |  |
|                                                                 |                                | Margaret Campbell                  | Eleanora Kerr                       |  |  |       |  |  |                                                                    |  |  |                                      |  |
| Francis Wemyss-Charteris, X conte di Wemyss e VI conte di March |                                | Margaret Campbell                  |                                     |  |  |       |  |  |                                                                    |  |  |                                      |  |
|                                                                 |                                | Richard Bingham, II conte di Lucan | Charles Bingham, I conte di Lucan   |  |  |       |  |  |                                                                    |  |  |                                      |  |
|                                                                 |                                | Richard Bingham, II conte di Lucan | Charles Bingham, I conte di Lucan   |  |  |       |  |  |                                                                    |  |  |                                      |  |
|                                                                 |                                | Richard Bingham, II conte di Lucan | Margaret Smith                      |  |  |       |  |  |                                                                    |  |  |                                      |  |
| Louisa Bingham                                                  |                                | Richard Bingham, II conte di Lucan |                                     |  |  |       |  |  |                                                                    |  |  |                                      |  |
|                                                                 |                                | Elizabeth Belasyse                 | Henry Belasyse, II conte Fauconberg |  |  |       |  |  |                                                                    |  |  |                                      |  |
|                                                                 |                                | Elizabeth Belasyse                 | Henry Belasyse, II conte Fauconberg |  |  |       |  |  |                                                                    |  |  |                                      |  |
|                                                                 |                                | Elizabeth Belasyse                 | Charlotte Lamb                      |  |  |       |  |  |                                                                    |  |  |                                      |  |
| Hugo Wemyss-Charteris, XI conte di Wemyss e VII conte di March  |                                | Elizabeth Belasyse                 |                                     |  |  |       |  |  |                                                                    |  |  |                                      |  |
|                                                                 | Thomas Anson, I visconte Anson | George Anson                       |                                     |  |  |       |  |  |                                                                    |  |  |                                      |  |
|                                                                 | Thomas Anson, I visconte Anson | George Anson                       |                                     |  |  |       |  |  |                                                                    |  |  |                                      |  |
|                                                                 | Thomas Anson, I visconte Anson | Mary Venables-Vernon               |                                     |  |  |       |  |  |                                                                    |  |  |                                      |  |
| Thomas Anson, I conte di Lichfield                              | Thomas Anson, I visconte Anson |                                    |                                     |  |  |       |  |  |                                                                    |  |  |                                      |  |
|                                                                 |                                | Anne Margaret Coke                 | Thomas Coke, I conte di Leicester   |  |  |       |  |  |                                                                    |  |  |                                      |  |
|                                                                 |                                | Anne Margaret Coke                 | Thomas Coke, I conte di Leicester   |  |  |       |  |  |                                                                    |  |  |                                      |  |
|                                                                 |                                | Anne Margaret Coke                 | Jane Dutton                         |  |  |       |  |  |                                                                    |  |  |                                      |  |
| Anne Anson                                                      |                                | Anne Margaret Coke                 |                                     |  |  |       |  |  |                                                                    |  |  |                                      |  |
|                                                                 |                                | Nathaniel Philips                  | Nathaniel Phillips                  |  |  |       |  |  |                                                                    |  |  |                                      |  |
|                                                                 |                                | Nathaniel Philips                  | Nathaniel Phillips                  |  |  |       |  |  |                                                                    |  |  |                                      |  |
|                                                                 |                                | Nathaniel Philips                  | …                                   |  |  |       |  |  |                                                                    |  |  |                                      |  |
| Louisa Catherine Philips                                        |                                | Nathaniel Philips                  |                                     |  |  |       |  |  |                                                                    |  |  |                                      |  |
|                                                                 |                                | Mary Dorothy Phillips              | Edward Philipps                     |  |  |       |  |  |                                                                    |  |  |                                      |  |
|                                                                 |                                | Mary Dorothy Phillips              | Edward Philipps                     |  |  |       |  |  |                                                                    |  |  |                                      |  |
|                                                                 |                                | Mary Dorothy Phillips              | Katherine Harries                   |  |  |       |  |  |                                                                    |  |  |                                      |  |
|                                                                 |                                | Mary Dorothy Phillips              |                                     |  |  |       |  |  |                                                                    |  |  |                                      |  |